# مائورو نسپولی
مائورو نسپولی (ایتالیایی: Mauro Nespoli؛ زادهٔ ۲۲ نوامبر ۱۹۸۷) کماندار اهل ایتالیا است.